# 컴퓨서브
컴퓨서브(CompuServe, CompuServe Information Service, CIS)는 미국의 과거의 온라인 서비스 제공자였다. 세계 최초의 주요 상업 기업이며 1994년 빅3 정보 서비스 기업 중 가장 오래된 기업이다. 다른 2개 기업은 프로디지와 AOL이다.
1980년대에 이 분야를 지배했으며 1990년대 중반에 큰 영향력을 유지했다. 1990년대 초를 정점으로 CIS는 온라인 채팅 시스템, 다양한 주제를 아우르는 메시지 포럼, 대부분의 컴퓨터 플랫폼을 위한 광대한 소프트웨어 라이브러리, 일련의 대중 온라인 게임(예: 메가워스 III, 케스마이섬)으로 알려졌다. 사진을 위한 GIF 포맷, 그리고 GIF 교환 매커니즘을 선보인 기업이다.